# Jugăstreni, Maramureș
Jugăstreni este un sat în comuna Vima Mică din județul Maramureș, Transilvania, România.

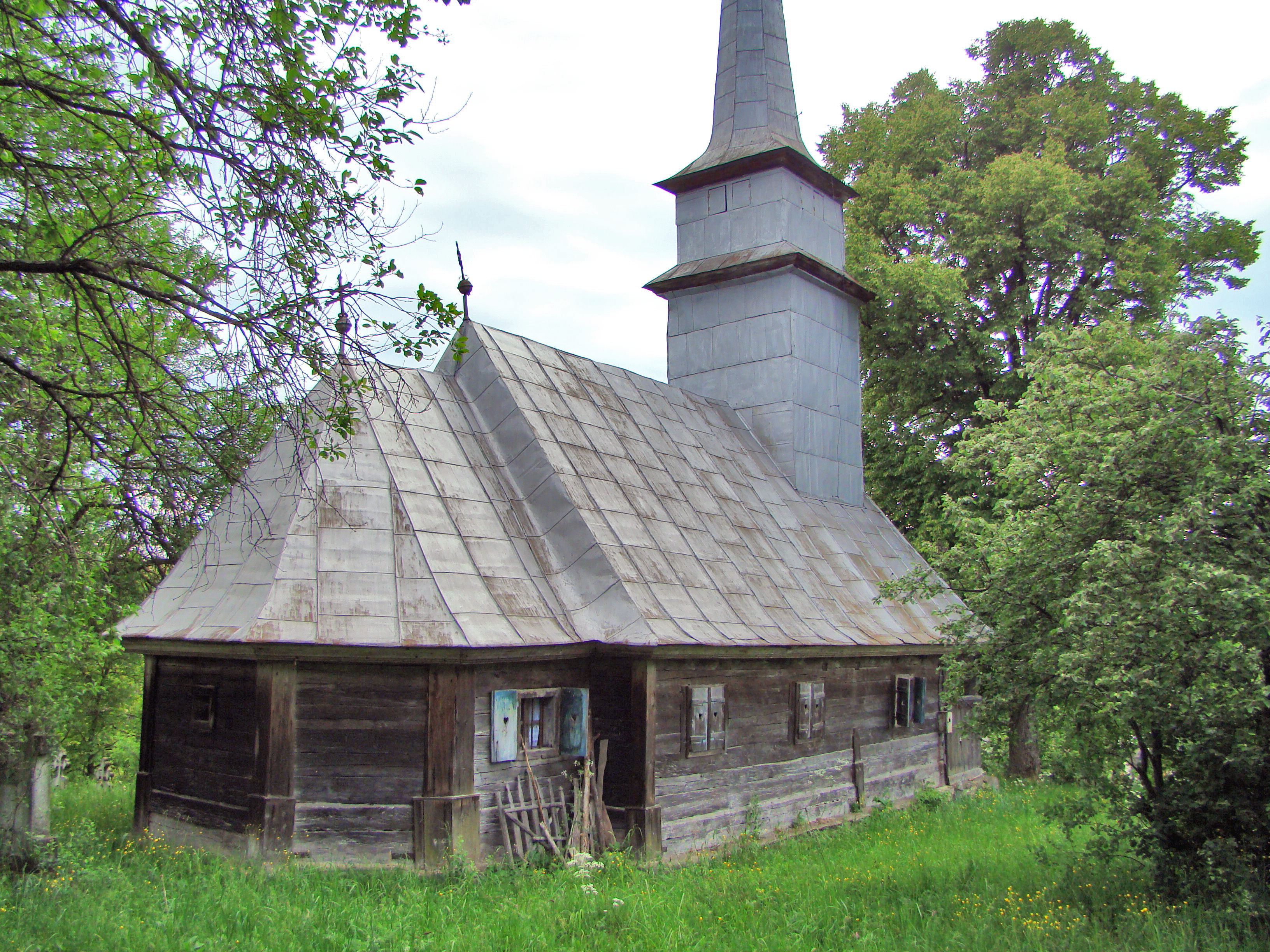
Biserica de lemn din Jugăstreni, comuna Vima Mică, județul Maramureș, foto: mai 2009.

Este sat aparținător comunei Vima Mare, fiind situat la circa 1 km de drumul ce unește localitățile Mesteacăn și Târgu Lăpuș. 
Are un număr mic de locuitori care au ca ocupație de bază agricultura și cresterea animalelor. 
Zona este deosebit de pitorească, cu numeroase atracții naturale: izvoare cu debite ce depășesc 10 litri/secundă, păduri întinse de fag, stejar și brad.

## Istoric
Prima atestare documentară: 1603 (pagus Gygasztra). 

## Etimologie
Etimologia numelui localității: din numele de grup jugăstreni < n. top. Jugastru sau Jugastra (< subst. jugastru „arbore cu lemn alb și tare, cu scoarța roșiatică" < lat. *jugaster < jugum „jug") + suf. -eni. 

## Demografie
La recensământul din 2011, populația era de 43 locuitori. 

## Monument istoric
- Biserica de lemn din Jugăstreni, comuna Vima Mică, județul Maramureș, datează din anul 1861. Are hramul „Sfinții Arhangheli Mihail și Gavril”. Biserica se află pe noua listă a monumentelor istorice sub codul LMI: MM-II-m-B-04593.

## Imagini

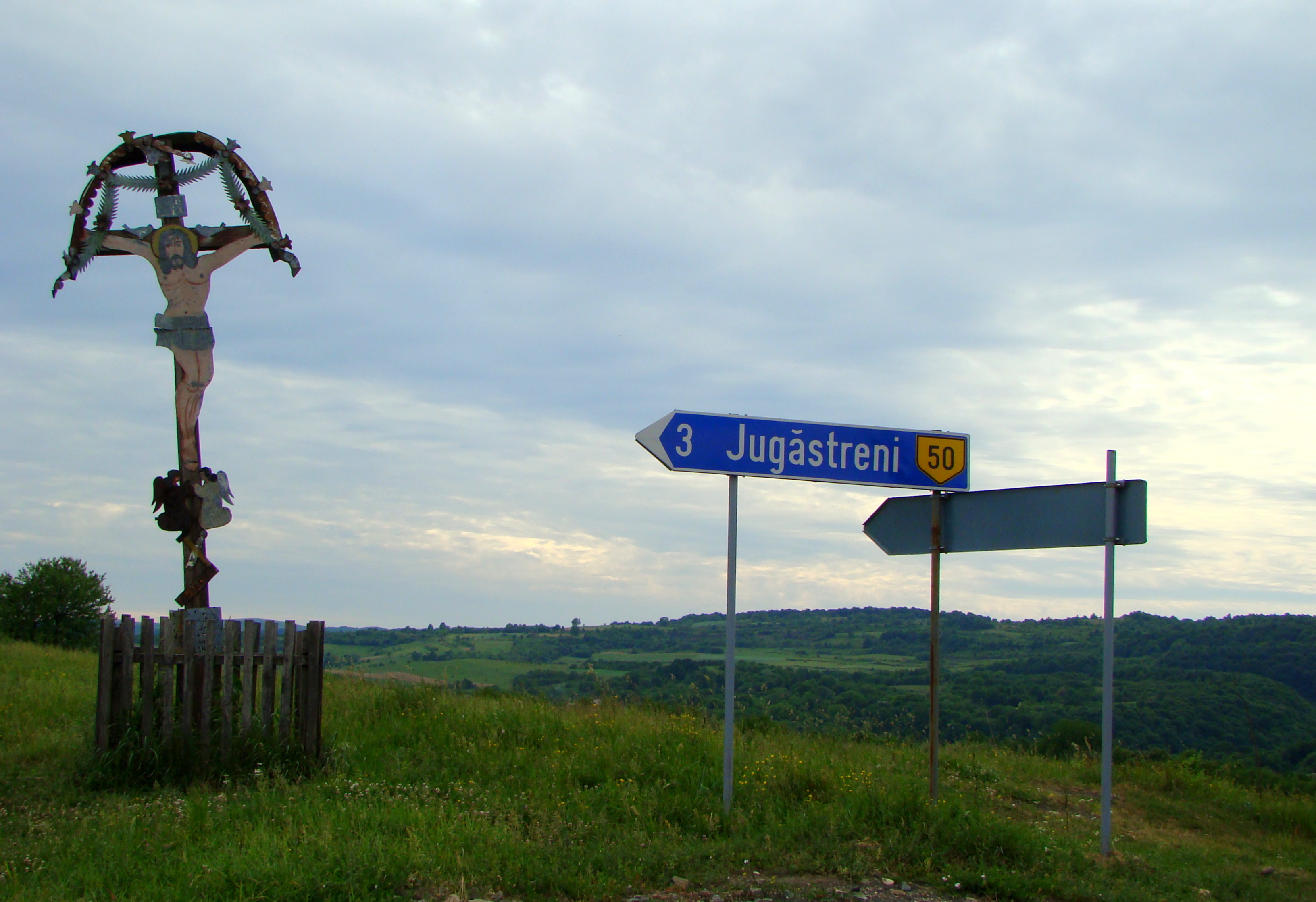
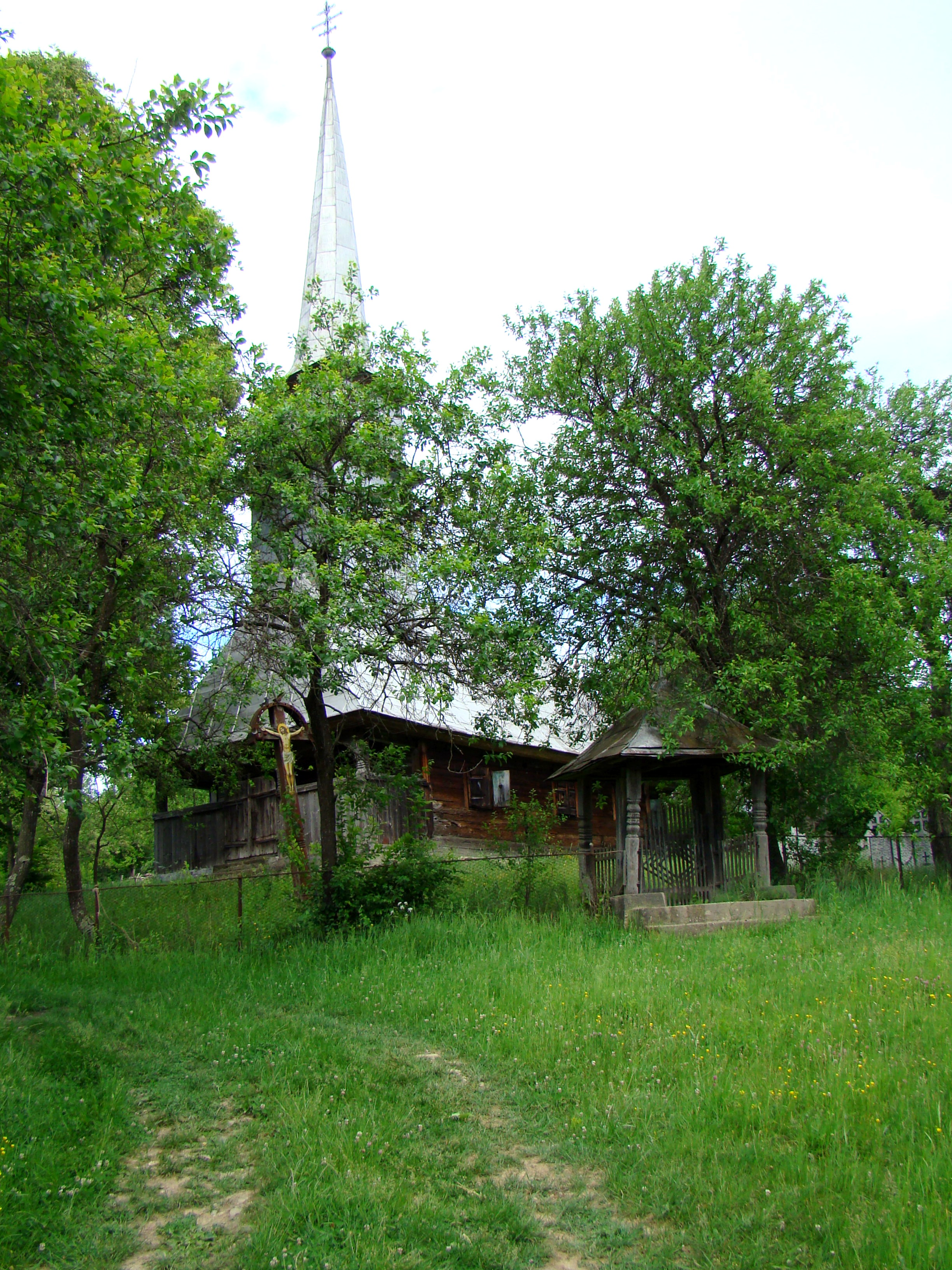
Biserica de lemn Sfinții Arhangheli
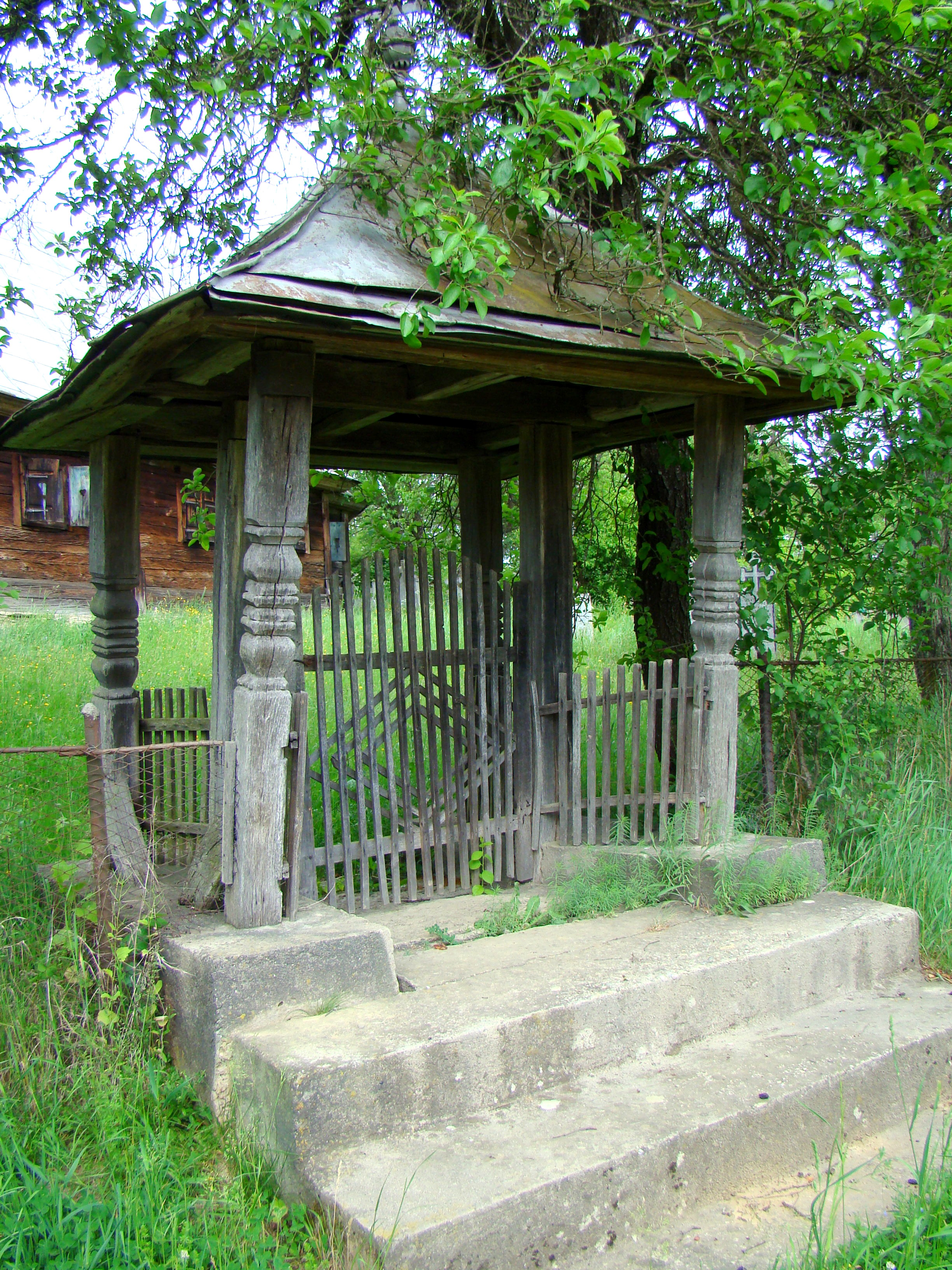
Poarta de lemn a bisericii